# Fórmula de Feynman–Kac
A fórmula de Feynman–Kac, que recebe este nome em homenagem ao físico norte-americano Richard Feynman e ao matemático polonês Mark Kac, estabelece uma ligação entre equações diferenciais parciais (EDPs) parabólicas e processos estocásticos. A fórmula oferece um método para resolver algumas EDPs pela simulação de caminhos aleatórios de um processo estocástico. Reciprocamente, uma importante classe de valores esperados de processos aleatórios pode ser computada por métodos determinísticos. 

## Fórmula
Considere a equação diferencial parcial
{\displaystyle {\frac {\partial u}{\partial t}}(x,t)+\mu (x,t){\frac {\partial u}{\partial x}}(x,t)+{\tfrac {1}{2}}\sigma ^{2}(x,t){\frac {\partial ^{2}u}{\partial x^{2}}}(x,t)-V(x,t)u(x,t)+f(x,t)=0,}
definida para todo {\displaystyle x} em R e todo {\displaystyle t} em {\displaystyle [0,T]}, sujeita à condição terminal
{\displaystyle u(x,T)=\psi (x),}
em que {\displaystyle \mu }, {\displaystyle \sigma }, {\displaystyle \psi }, {\displaystyle V} e {\displaystyle f} são funções conhecidas. {\displaystyle T} é um parâmetro e {\displaystyle u:\mathbb {R} \times [0,T]\to \mathbb {R} } é desconhecido. Então, a fórmula de Feynman–Kac nos diz que a solução pode ser escrita como um valor esperado condicional
{\displaystyle u(x,t)=E^{Q}\left[\int _{t}^{T}e^{-\int _{t}^{r}V(X_{\tau },\tau )\,d\tau }f(X_{r},r)dr+e^{-\int _{t}^{T}V(X_{\tau },\tau )\,d\tau }\psi (X_{T}){\Bigg |}X_{t}=x\right]}
sob a medida de probabilidade {\displaystyle Q}, tal que {\displaystyle X} é um processo de Itō dirigido pela equação
{\displaystyle dX=\mu (X,t)\,dt+\sigma (X,t)\,dW^{Q},}
sendo {\displaystyle W^{Q}(t)} um processo de Wiener (também chamado de movimento browniano) sob {\displaystyle Q} e {\displaystyle x} a condição inicial para {\displaystyle X(t)}.

## Prova
Considere {\displaystyle u(x,t)} a solução da EDP acima. Aplicando o lema de Itō ao processo
{\displaystyle Y(s)=e^{-\int _{t}^{s}V(X_{\tau },\tau )\,d\tau }u(X_{s},s)+\int _{t}^{s}e^{-\int _{t}^{r}V(X_{\tau },\tau )\,d\tau }f(X_{r},r)\,dr}
obtém-se
{\displaystyle {\begin{aligned}dY={}&d\left(e^{-\int _{t}^{s}V(X_{\tau },\tau )\,d\tau }\right)u(X_{s},s)+e^{-\int _{t}^{s}V(X_{\tau },\tau )\,d\tau }\,du(X_{s},s)\\[6pt]&{}+d\left(e^{-\int _{t}^{s}V(X_{\tau },\tau )\,d\tau }\right)du(X_{s},s)+d\left(\int _{t}^{s}e^{-\int _{t}^{r}V(X_{\tau },\tau )\,d\tau }f(X_{r},r)\,dr\right)\end{aligned}}}
Já que
{\displaystyle d\left(e^{-\int _{t}^{s}V(X_{\tau },\tau )\,d\tau }\right)=-V(X_{s},s)e^{-\int _{t}^{s}V(X_{\tau },\tau )\,d\tau }\,ds,}
o terceiro termo é {\displaystyle O(dt\,du)} e pode ser dispensado. Tem-se também que
{\displaystyle d\left(\int _{t}^{s}e^{-\int _{t}^{r}V(X_{\tau },\tau )\,d\tau }f(X_{r},r)dr\right)=e^{-\int _{t}^{s}V(X_{\tau },\tau )\,d\tau }f(X_{s},s)ds.}
Aplicado o lema de Itō novamente a {\displaystyle du(X_{s},s)}, segue-se que
{\displaystyle {\begin{aligned}dY={}&e^{-\int _{t}^{s}V(X_{\tau },\tau )\,d\tau }\,\left(-V(X_{s},s)u(X_{s},s)+f(X_{s},s)+\mu (X_{s},s){\frac {\partial u}{\partial X}}+{\frac {\partial u}{\partial s}}+{\tfrac {1}{2}}\sigma ^{2}(X_{s},s){\frac {\partial ^{2}u}{\partial X^{2}}}\right)\,ds\\[6pt]&{}+e^{-\int _{t}^{s}V(X_{\tau },\tau )\,d\tau }\sigma (X,s){\frac {\partial u}{\partial X}}\,dW.\end{aligned}}}
O primeiro termo contém, entre parênteses, a EDP acima, sendo portanto zero. O que sobra é
{\displaystyle dY=e^{-\int _{t}^{s}V(X_{\tau },\tau )\,d\tau }\sigma (X,s){\frac {\partial u}{\partial X}}\,dW.}
Integrando esta equação de {\displaystyle t} a {\displaystyle T}, conclui-se que
{\displaystyle Y(T)-Y(t)=\int _{t}^{T}e^{-\int _{t}^{s}V(X_{\tau },\tau )\,d\tau }\sigma (X,s){\frac {\partial u}{\partial X}}\,dW.}
Ao tomar valores esperados, condicionados em {\displaystyle X_{t}=x}, observando que o lado direito é uma integral de Itō, que tem valor esperado zero, segue-se que
{\displaystyle E[Y(T)\mid X_{t}=x]=E[Y(t)\mid X_{t}=x]=u(x,t).}
O resultado desejado é obtido observando que
{\displaystyle E[Y(T)\mid X_{t}=x]=E\left[e^{-\int _{t}^{T}V(X_{\tau },\tau )\,d\tau }u(X_{T},T)+\int _{t}^{T}e^{-\int _{t}^{r}V(X_{\tau },\tau )\,d\tau }f(X_{r},r)\,dr\,{\Bigg |}\,X_{t}=x\right]}
e finalmente
{\displaystyle u(x,t)=E\left[e^{-\int _{t}^{T}V(X_{\tau },\tau )\,d\tau }\psi (X_{T})+\int _{t}^{T}e^{-\int _{t}^{s}V(X_{\tau },\tau )\,d\tau }f(X_{s},s)\,ds\,{\Bigg |}\,X_{t}=x\right]}

## Considerações
- A prova acima é essencialmente uma demonstração com modificações para computar {\displaystyle f(x,t)}.[3]
- A fórmula de valor esperado acima também é válida para difusões de Itō de {\displaystyle n} dimensões. A equação diferencial parcial correspondente para {\displaystyle u:\mathbb {R} ^{N}\times [0,T]\to \mathbb {R} } se torna:[4]

{\displaystyle {\frac {\partial u}{\partial t}}+\sum _{i=1}^{N}\mu _{i}(x,t){\frac {\partial u}{\partial x_{i}}}+{\frac {1}{2}}\sum _{i=1}^{N}\sum _{j=1}^{N}\gamma _{ij}(x,t){\frac {\partial ^{2}u}{\partial x_{i}x_{j}}}-r(x,t)u=f(x,t),}
em que,
{\displaystyle \gamma _{ij}(x,t)=\sum _{k=1}^{N}\sigma _{ik}(x,t)\sigma _{jk}(x,t),}
isto é, {\displaystyle \gamma =\sigma \sigma '}, em que {\displaystyle \sigma '} denota a matriz transposta de {\displaystyle \sigma )}.
- O valor esperado pode ser então aproximado pelo método de Monte Carlo ou pelo método de quase-Monte Carlo.
- Quando foi publicado pela primeira vez por Kac em 1949, a fórmula de Feynman–Mac foi apresentada como uma fórmula para determinar a distribuição de certas funcionais de Wiener.[5] Suponha que se deseja encontrar o valor esperado da função

{\displaystyle e^{-\int _{0}^{t}V(x(\tau ))\,d\tau }}
no caso em que {\displaystyle x(\tau )} é alguma ocorrência de um processo de difusão iniciado em {\displaystyle x(0)=0}. A fórmula de Feynman-Kac diz que o valor esperado é equivalente à integral de uma solução para uma equação de difusão. Especificamente, sob as condições de que{\displaystyle uV(x)\geq 0},
{\displaystyle E\left[e^{-u\int _{0}^{t}V(x(\tau ))\,d\tau }\right]=\int _{-\infty }^{\infty }w(x,t)\,dx}
em que {\displaystyle w(x,0)=\delta (x)} e
{\displaystyle {\frac {\partial w}{\partial t}}={\frac {1}{2}}{\frac {\partial ^{2}w}{\partial x^{2}}}-uV(x)w.}
A fórmula de Feynman–Kac também pode ser interpretada como um método para avaliação de integrais funcionais de uma certa forma. Se
{\displaystyle I=\int f(x(0))e^{-u\int _{0}^{t}V(x(t))\,dt}g(x(t))\,Dx}
em que a integral é tomada sobre todos os passeios aleatórios, então,
{\displaystyle I=\int w(x,t)g(x)\,dx}
em que {\displaystyle w(x,t)} é uma solução da equação diferencial parcial parabólica
{\displaystyle {\frac {\partial w}{\partial t}}={\frac {1}{2}}{\frac {\partial ^{2}w}{\partial x^{2}}}-uV(x)w}
com a condição inicial {\displaystyle w(x,0)=f(x)}.